# Панчьятичи, Нельсон
Нельсо́н Панcьятиcи́ (фр. Nelson Panciatici, род. 26 сентября 1988, Реймс) — французский автогонщик.

## Карьера

### Картинг
Карьера Панcьятиcи началась с картинга в 1998 и продолжалась вплоть до 2004. Его лучшим результатом стало второе место в 2004 в French Championship Elite.

### Формула-Рено
В 2005 он впервые принял участие в чемпионате Формула-Рено 2.0 Франция за команду Epsilon Sport. Он завершил сезон 13-м и вторым из новичков.
В 2006 он совмещал выступление в Формулах-Рено 2.0 Франция и Еврокубок, заняв пятое место во французском чемпионате. Так как он принял участие лишь в 2 гонках Еврокубка он не был классифицирован в этом сезоне.
В 2007 Панcьятиcи стал частью программы поддержки пилотов Renault и продолжил участие в Еврокубке и французском чемпионате. Он был очень быстр на предсезонных тестах, но сезон выдался трудным и он заработал всего три подиума. В конце сезона он сменил SG Formula на команду Boutsen-Energy Racing и его результаты немного улучшились.

### Испанская Формула-3
В 2008 он гонялся в Испанской Формуле-3 с командой Q8 Oils Hache Team. Он закончил сезон в ранге вице-чемпиона в основной серии и испанском кубке (Copa de España), несмотря на то, что он заработал очков больше чемпионки Наташи Гашнан. Также он был приглашён Евросерию Формулы-3, он появился в Ле-Ман, за команду RC Motorsport. Он финишировал в гонках пятнадцатым и восемнадцатым.

### GP2
В 2009 Панcьятиcи перешёл в GP2, он был объявлен командой Durango в качестве второго пилота 21 марта 2009. Панcьятиcи стал партнёром ветерана серии Давиде Вальсекки, поскольку Durango нацеливается улучшить свои результаты после 11-го места в 2008.

## Результаты выступлений

### Гоночная карьера
| Сезон | Серия                        | Команда             | Гонки | Подиумы | Поулы | Победы | Очки | Место |
| ----- | ---------------------------- | ------------------- | ----- | ------- | ----- | ------ | ---- | ----- |
| 2005  | Формула-Рено 2.0 Франция     | Epsilon Sport       | 16    | 0       | 0     | 0      | 19   | 13    |
| 2006  | Формула-Рено 2.0 Франция     | Epsilon Sport       | 13    | 5       | 1     | 1      | 61   | 5     |
| 2006  | Формула-Рено 2.0 Еврокубок   | Epsilon Euskadi     | 4     | 1       | 0     | 0      | 0    | —†    |
| 2007  | Формула-Рено 2.0 Франция     | SG Formula          | 6     | 0       | 0     | 0      | 19   | 13    |
| 2007  | Формула-Рено 2.0 Еврокубок   | SG Formula          | 14    | 3       | 0     | 0      | 44   | 10    |
| 2008  | Евросерия Формулы-3          | RC Motorsport       | 2     | 0       | 0     | 0      | 0    | —†    |
| 2008  | Испанская Формула-3          | Hache International | 17    | 6       | 0     | 0      | 84   | 2     |
| 2008  | Formula Three Copa de España | Hache International | 17    | 12      | 3     | 4      | 109  | 2     |
| 2009  | GP2                          | Durango             | 12    | 0       | 0     | 0      | 0*   | 24*   |
| 2009  | Суперлига Формула            | Олимпик Лион        | 0     | 0       | 0     | 0      | 0    | —     |

- * Сезон продолжается. † — Панcьятиcи не набирал очков, поскольку был гостевым пилотом.

### Результаты выступлений в серии GP2
| Легенда к таблице |                                                                    |
| --- | ------------------------------------------------------------------ |
| В таблице перечислены результаты всех гонок, в которых принимал участие гонщик. Строками таблицы являются сезоны, столбцами — этапы соревнований. В каждой клетке указаны сокращённое название этапа и результат, дополнительно обозначенный цветом. Расшифровка обозначений и цветов представлена в нижеследующей таблице. |                                                                    |
| \| Пример \| Описание \| \| ------------ \| ------------------------------------------------------------------ \| \| 1 \| Победитель \| \| 2 \| Второе место \| \| 3 \| Третье место \| \| 5 \| Финишировал, заработав очки \| \| Сход \| Не финишировал, но при этом заработал очки \| \| 12 \| Финишировал, не получив очков \| \| НКЛ \| Финишировал, но не попал в финальную классификацию \| \| 15 \| Участвовал вне зачёта, либо по отдельной классификации \| \| 18 \| Не финишировал, но попал в финальную классификацию \| \| Сход \| Не финишировал \| \| НКВ \| Не прошёл квалификацию \| \| НПКВ \| Не прошёл предквалификацию \| \| ДСК \| Дисквалифицирован \| \| ИСК \| Исключён из протокола соревнований \| \| ТТ \| Заявлен для участия только в тренировках \| \| НС \| Участвовал в квалификации, но не стартовал в гонке \| \| Т \| Травмирован или болен \| \| ОТК \| Отказ от участия \| \| НТР \| Прибыл на соревнования, но на трассу не выезжал \| \| НПР \| Был заявлен в числе участников, но не прибыл к началу соревнований \| \| О \| Соревнования отменены \| \| \| Не участвовал \| \| Поул-позиция \| \| \| Быстрый круг \| \| |                                                                    |
| Пример | Описание                                                           |
| 1 | Победитель                                                         |
| 2 | Второе место                                                       |
| 3 | Третье место                                                       |
| 5 | Финишировал, заработав очки                                        |
| Сход | Не финишировал, но при этом заработал очки                         |
| 12 | Финишировал, не получив очков                                      |
| НКЛ | Финишировал, но не попал в финальную классификацию                 |
| 15 | Участвовал вне зачёта, либо по отдельной классификации             |
| 18 | Не финишировал, но попал в финальную классификацию                 |
| Сход | Не финишировал                                                     |
| НКВ | Не прошёл квалификацию                                             |
| НПКВ | Не прошёл предквалификацию                                         |
| ДСК | Дисквалифицирован                                                  |
| ИСК | Исключён из протокола соревнований                                 |
| ТТ | Заявлен для участия только в тренировках                           |
| НС | Участвовал в квалификации, но не стартовал в гонке                 |
| Т | Травмирован или болен                                              |
| ОТК | Отказ от участия                                                   |
| НТР | Прибыл на соревнования, но на трассу не выезжал                    |
| НПР | Был заявлен в числе участников, но не прибыл к началу соревнований |
| О | Соревнования отменены                                              |
| | Не участвовал                                                      |
| Поул-позиция |                                                                    |
| Быстрый круг |                                                                    |

| Год  | Команда | 1        | 2        | 3          | 4        | 5          | 6          | 7        | 8          | 9        | 10       | 11       | 12       | 13    | 14    | 15    | 16    | 17    | 18    | 19    | 20    | ЛЗ | Очки |
| ---- | ------- | -------- | -------- | ---------- | -------- | ---------- | ---------- | -------- | ---------- | -------- | -------- | -------- | -------- | ----- | ----- | ----- | ----- | ----- | ----- | ----- | ----- | -- | ---- |
| 2009 | Durango | ИСП 1 12 | ИСП 2 18 | МОН 1 Сход | МОН 2 15 | ТУЦ 1 Сход | ТУЦ 2 Сход | ВЕЛ 1 18 | ВЕЛ 2 Сход | ГЕР 1 19 | ГЕР 2 13 | ВЕН 1 14 | ВЕН 2 20 | ЕВР 1 | ЕВР 2 | БЕЛ 1 | БЕЛ 2 | ИТА 1 | ИТА 2 | АЛГ 1 | АЛГ 2 | 24 | 0    |